# 玲瓏のHydrangea
玲瓏のHydrangea（れいろうのハイドランジア）は、2018年に結成したロックバンド、同人音楽サークルである。オリジナル曲や東方Projectのアレンジ楽曲を制作している。

## メンバー
バンドメンバー
| 名前                      | 担当                   | SNS                                         |
| ------------------------- | ---------------------- | ------------------------------------------- |
| 一咲 美葵 (いちさき みき) | ボーカル、ギター、作詞 | X Bluesky YouTube ColorSing Instagram       |
| いさお                    | ギター&作編曲          | X                                           |
| 日高 真夢 (ひだか まゆむ) | ベース&作編曲          | X Bluesky YouTube Instagram TikTok mixi2 HP |
| 佐倉 優美 (さくら ゆみ)   | キーボード&作編曲      | X Bluesky                                   |
| あみた                    | ドラム&作編曲          | X                                           |

| 名前                            | 担当                      | SNS              |
| ------------------------------- | ------------------------- | ---------------- |
| Shun Miyazaki (しゅん みやさぎ) | 作編曲                    | X YouTube foriio |
| チェリー秘書 (ちぇりーひしょ)   | デザインスタッフ          |                  |
| 紫鵬 純 (しほう じゅん)         | 玲瓏の瀟洒な係長 裏方全般 |                  |

## 略歴
2018年12月17日に結成、当初は「Hydra」として活動をしていた。2020年2月9日に初めてライブ出演した。
以降、既存の東方Projectの同人音楽サークルでの楽曲制作、バンド活動がメインとなり、Hydraでの活動が長らく途切れていた。
2024年2月3日に現在の「玲瓏のHydrangea」に改名して再始動することが発表された。本名義よりオリジナル楽曲に加えて、東方Project二次創作アレンジも引き続き制作している。
東方Project音楽イベント「幻想玲瓏宴」を主催している。
スマホゲーム「東方LostWord」に楽曲提供。2024年8月（楽曲名：東方LostWord feat.中島愛 × 玲瓏のHydrangea「ラブレター」）、2025年1月（楽曲名：栄華之夢）、2025年6月（楽曲名：幽雅に見惚れて）。
2024年10月に渋谷GUILTYにて玲瓏のHydrangea主催の豚乙女、石鹸屋とのスリーマンライブ「幻日逃避」を開催。
2025年6月に川崎CLUB CITTA`にて東方LostWordの音楽イベント「LostWord LIVE 2025」に出演。
2025年10月に青山RizMにて「幻想玲瓏宴 in 青山RizM」、東京アクティブNEETs、少女理論観測所とのスリーマンライブ「幻日逃避～第二奏～」の開催を予定している。
愛称はカタカナで「ハイドラ」、
SNSで投稿する際のハッシュタグは「#玲瓏ハイドラ」、ファンネームは「ハイドラッコ」としている。

## ディスコグラフィ
| No         | タイトル         | 頒布 / 配信開始日(イベント名)        |
| ---------- | ---------------- | ------------------------------------ |
| 1st Album  | スタートダッシュ | 2024年4月28日(M3-2024春)             |
| 2nd Single | 未来へ           | 2024年8月12日(コミックマーケット104) |
| Digital    | ヒカリ           | 2024年11月27日                       |
| Digital    | 君はヒーロー     | 2024年12月4日                        |
| Digital    | 永遠に咲く白い花 | 2025年3月19日                        |

| No         | タイトル                          | 頒布開始日(イベント名)                     |
| ---------- | --------------------------------- | ------------------------------------------ |
| 1st Single | 夢幻想 -MUGENSO-                  | 2024年5月3日(第二十一回博麗神社例大祭)     |
| 3rd Single | 幻想的夢花火                      | 2024年8月12日(コミックマーケット104)       |
| 2nd Album  | 月の光、永遠の影                  | 2024年10月20日(第十一回博麗神社秋季例大祭) |
| 4th Single | 十六夜、刻を止めて                | 2024年12月30日(コミックマーケット105)      |
| 5th Single | 夢幻の国のキオク                  | 2025年3月23日(第二回博麗神社例大祭in静岡)  |
| 3rd Album  | 桜花爛漫                          | 2025年5月5日(第二十二回博麗神社例大祭)     |
| 4th Album  | Exclusive Tracks Collection Vol.1 | 2025年5月5日(第二十二回博麗神社例大祭)     |
| 6th Single | 瞬きの世界                        | 2025年8月17日(コミックマーケット106)       |

他にも会場限定手焼きCD「memento」や、pixiv FANBOX 限定CDプラン特典の「Exclusive Tracks」などがある。